# Gino Van Hooydonck
Gino Van Hooydonck (Ekeren, 11 augustus 1964) is een Belgisch voormalig wielrenner en vader van voormalig wielrenner Nathan Van Hooydonck. Hij was beroepsrenner van 1986 tot en met 1993 en reed vrijwel zijn hele carrière voor ploegen van Jan Raas. Zijn jongere broer Edwig was ook beroepsrenner. Ze waren jarenlang ploeggenoten.

## Belangrijkste overwinning
1989
- GP Stad Zottegem

## Resultaten in voornaamste wedstrijden
| Jaar | Gent-Wevelgem | Ronde van Vlaanderen | Ronde van Lombardije |
| ---- | ------------- | -------------------- | -------------------- |
| 1987 | 85e           |                      |                      |
| 1990 |               |                      | 80e                  |
| 1993 |               | 95e                  |                      |